# Sofia Santino
Sofia Santino Oliveira da Costa Lira (Recife, Pernambuco, 23 de outubro de 2000) é uma youtuber e influenciadora digital. É conhecida por produzir conteúdo para a plataforma de vídeos YouTube, mas teve destaque inicialmente pelo Musical.ly, tendo sido a única criadora brasileira indicada ao Teen Choice Awards na categoria Choice Music, em 2018.

## Biografia e carreira
Sofia Santino nasceu em Recife, Pernambuco. Iniciou sua presença nas redes sociais em 2016, publicando vídeos de dublagem e ilustrações digitais na plataforma Musical.ly (atual TikTok). Posteriormente, migrou para o YouTube, ampliando sua atuação como criadora de conteúdo.
Desde 2017, desenvolve vídeos com foco em humor, maquiagem, lifestyle e temas relacionados ao cotidiano. Aos 20 anos, mudou-se para São Paulo, onde passou a investir de forma mais profissional em sua carreira nas mídias digitais. Em 2024, passou a apresentar o POGRAMA, ao lado dos influenciadores Ciclopin e Duarda. O podcast, publicado em plataformas como YouTube e Spotify, segue um formato voltado para conversas informais com tom humorístico. O programa alcançou o Top 5 entre os podcasts de comédia mais ouvidos do Spotify no Brasil e somava mais de 9 milhões de visualizações no YouTube até setembro de 2024.
 
No audiovisual, participou dos filmes independentes Sexta-Feira 12 (2022), interpretando a personagem Rosa Quartz, e A Posição da Morte (2024), em que também colaborou no roteiro. No mesmo ano, atuou no curta-metragem POU: Nunca Diga Nhar, interpretando a si mesma. Além da atuação como criadora de conteúdo, lançou em 2023 uma linha de delineadores adesivos reutilizáveis em parceria com a marca That Girl.

## Vida pessoal
Em maio de 2022, Sofia Santino revelou publicamente que é bissexual por meio de uma publicação na rede social X (antigo Twitter), após compartilhar a informação com sua família. Ela afirmou que sua maior preocupação era a reação da mãe e que só se sentiu confortável para se assumir publicamente após conversar com ela. Em entrevistas, comentou que percebeu atração por mulheres desde os 16 anos e que a terapia teve um papel importante no processo de autoconhecimento.

## Filmogafia

### Filmes
| Ano  | Título               | Tipo           | Papel       | Ref.   |
| ---- | -------------------- | -------------- | ----------- | ------ |
| 2022 | Sexta‑Feira 12       | Filme          | Rosa Quartz | [ 9 ]  |
| 2024 | A Posição da Morte   | Filme          | Deidi       | [ 10 ] |
| 2022 | POU: Nunca Diga Nhar | Curta-metragem | Ela mesma   | —      |

### Podcast
| Ano           | Título  | Papel         | Integrantes                      | Notas            |
| ------------- | ------- | ------------- | -------------------------------- | ---------------- |
| 2024–presente | POGRAMA | Apresentadora | Sofia Santino, Ciclopin e Doarda | Podcast de humor |

### Videoclipes
| Ano  | Título          | Artista      | Papel     | Notas      |
| ---- | --------------- | ------------ | --------- | ---------- |
| 2022 | Garota Infernal | Carol Biazin | Ela mesma | Videoclipe |

## Prêmios e Indicações
| Prêmio             | Ano  | Categoria                   | Indicação | Resultado | Ref.   |
| ------------------ | ---- | --------------------------- | --------- | --------- | ------ |
| Teen Choice Awards | 2018 | Choice Music                | Ela mesma | Indicada  | [ 13 ] |
| BreakTudo Awards   | 2021 | Tiktoker do Ano             | Ela mesma | Venceu    | [ 14 ] |
| Sec Awards         | 2023 | Destaque em Rede Social     | Ela mesma | Indicada  | [ 15 ] |
| Prêmio iBest       | 2023 | Revelação Digital em Beleza | Ela mesma | Indicada  | [ 16 ] |